# Carnaíba (kommun)
Carnaíba är en kommun i Brasilien.   Den ligger i delstaten Pernambuco, i den östra delen av landet, 1 400 km nordost om huvudstaden Brasília. Antalet invånare är 18 585.
Omgivningarna runt Carnaíba är huvudsakligen savann. Runt Carnaíba är det ganska tätbefolkat, med 62 invånare per kvadratkilometer.